# Oruç Reis
Oruç Reis, també anomenat Oruç Barba-rossa (turc otomà: عروج بربروس, ʿArūj Barbarūs, d'aquí que també sigui conegut com a Aruj) (Mitilene, vers 1474- Tlemcen, 1518) fou un corsari al servei de l'Imperi Otomà, que va governar Algèria com a bei d'Alger i beglerbegi (governador en cap) de la Mediterrània occidental. Era el germà gran de Khayr-ad-Din Barba-rossa.

## Biografia
Dedicat al comerç marítim, va aprendre italià, català o castellà, francès, grec i àrab. En un viatge fou capturat pels cavallers de Sant Joan de Rodes: el seu germà Ilyas va morir i ell mateix va quedar ferit i fou portat al castell Bodrum. Un altre germà, Khayr al-Din, es va assabentar d'on era i el va rescatar.
Oruç va anar a Antalya on va aconseguir divuit galeres del príncep otomà Shehzade Korkud, governador local, amb l'encàrrec de combatre els cavallers de Sant Joan. Més tard Korkud fou governador de Manisa i li va donar vint-i-quatre galeres més que li va entregar a Esmirna, amb l'orde de participar en l'expedició a la Pulla. Oruç en aquesta expedició va capturar dos vaixells enemics i a la tornada va passar per Eubea on va capturar tres vaixells més. Quan va arribar a Mitilene va saber que Korkud havia fugit a Egipte en pujar al tron el seu germà, a causa del fet que per evitar disputes successòries els germans solien ser executats. Per evitar problemes per la seva amistat amb Korkud, se'n va anar també a Egipte on va trobar a Korkud i va tenir una entrevista amb el soldà mameluc Kansuh al-Ghawri que li va donar un vaixell i li va encarregar d'atacar les costes d'Itàlia i les illes mediterrànies. El 1502 va operar a Ligúria i Sicília.
El 1503 va capturar 3 vaixells i va convertir Djerba en la seva base. Khayr se li va unir el 1504 i van demanar a l'emir hàfsida Abu Abd Allah Muhammad V (Abu Abdullah Muhammad Hamis), permís per utilitzar el port de La Goulette, que els fou concedit a canvi d'un terç del botí, el jurament sobre el Corà i la no intervenció en els assumptes interns de el regne. Poc després va capturar uns vaixells del Papa prop de l'illa d'Elba; després els dos germans van capturar una nau siciliana amb 380 soldats castellans i 60 cavallers catalans; el 1505 van atacar Calàbria. Ja començava a ser famós i altres corsaris se li van unir incloent Kurtoğlu (conegut a Occident com Curtogoli). El 1508 van assolar les costes de Ligúria, especialment Diano Marina.
El 1509 el germà gran, Ishaq, que s'havia quedat a Lesbos per dirigir els negocis familiars, es va reunir amb els seus germans. Aquest mateix any va lluitar contra els aragonesos a la presa de Bugia. Abans del 1510 va transportar els mudèjars que fugien dels castellans, cap a lloc segur a l'Àfrica. El 1510 van atacar Cap Passero a Sicília.
L'agost del 1511 assolaven terres de Calàbria. El 1512 l'anterior emir de Bugia, expulsat pels castellans el 1510, que no podia recuperar la ciutat tot sol, li va demanar ajut per retornar al seu tron. Oruç va establir un bloqueig per mar de la ciutat mentre l'antic sobirà ajudat per pirates turcs i tres mil amazics, l'assetjava per terra. En aquesta batalla Oruç va perdre el braç esquerre al vuitè dia de combat i es va haver de retirar. Llavors se l'anomenà Gümüş Kol (Braç de Plata) en referència a la pròtesi de plata que es va col·locar. El mateix any van atacar les costes andaluses i van agafar un vaixell dels Lomellini, senyors de Tabarca. Els tres germans van desembarcar a Menorca, van capturar un castell, van seguir cap a Ligúria i van capturar 4 galeres genoveses prop de Gènova; la flota genovesa enviada al rescat fou igualment capturada; en un mes havien capturat 23 vaixells,
El 1513 van capturar 4 vaixells anglesos, van atacar València on van capturar 4 vaixells més, van atacar Alacant i van seguir cap a Màlaga on van capturar una galera. El 1513 i 1514 es van enfrontar diverses vegades a flotilles aragoneses i van haver de traslladar la seva base a Cherchell, a l'est d'Alger. El 1514, amb 12 galions i 1.100 corsaris, van bloquejar Bugia i va destruir dues fortaleses castellanes a la ciutat, però el mal temps, la deserció dels amazics locals i les notícies de l'arribada de socors el van fer abandonar el setge, i quan va arribar la flota aragonesa dirigida per Miquel de Gurrea, virrei de Mallorca, ja havien sortit cap a Ceuta, la qual van assolar i després Djidjelli, a la costa algeriana, que estava ocupada pels genovesos (al servei d'Espanya) des del 1510. També van conquerir Mahdia a Tunísia. Més tard va atacar Sicília, Sardenya, les Balears i la costa peninsular adjacent on va capturar 3 vaixells.
En 1515 va enviar regals al soldà otomà Selim I que li va enviar dues galeres i dues espases molt treballades i embellides amb diamants. El 1516 els tres germans, units a Kurtoğlu, van assetjar el castell de l'illa d'Elba, i després van tornar a Ligúria on van capturar 12 vaixells i en van damnar 28.
El 1515 o començaments del 1516 es va establir a Djidjelli que va fer servir de base contra els espanyols d'Alger. Sembla que ja tenia algunes ambicions polítiques i va donar gra a les tribus afectades per una fam (cosa que el va fer molt popular) i va intervenir també en els conflictes dels caps amazics. El 22 de gener de 1516 va morir el rei d'Aragó Ferran el Catòlic, això va esperonar que els habitants de l'Alger pensessin a alliberar-se de l'amenaça que suposava la presència castellana i aragonesa al penyal d'Alger (ocupat el 1510): van cridar a Oruç que era a Djidjelli i disposava de canons i vaixells. Oruç va fer matar Salim al-Tumi, emir d'Alger i vassall dels Banu Ziyyad i va agafar el poder a la ciutat; la flota enviada en socors no va aconseguir expulsar els pirates de l'Alger i un desembarcament el dia 30 de setembre dirigit per Diego de Vera va fracassar, i Oruç, consolidat, es va declarar llavors soldà d'Alger.
Els espanyols van llançar llavors contra Oruç al príncep de Ténès. Segons l'abat fou Khayr al-Din Barba-rossa, el germà d'Oruç, el qui va atacar la ciutat per mar i va combatre durant un dia i a la nit els notables van prometre rendir-se l'endemà junt amb el seu príncep, el qual no obstant va fugir durant la nit i l'endemà Khayr al-Din entrava a Ténès (1516) però al cap de dos dies en va sortir i va anar a Alger amb 400 presoners cristians; llavors el príncep va poder tornar i va recuperar el poder; assabentat, Oruç en persona va marxar cap a la ciutat i la va conquerir. Des de Ténès els turcs van poder ocupar (1517) Miliana, i Mazuna (Mostaganem). Per portar els canons per les zones arenoses de l'Àfrica del nord va fer servir veles que els impulsaven com a vaixells. Hauria estat llavors que va tenir notícies del tractat que Abu-Hammu III havia signat amb els espanyols i/o potser va rebre peticions de notables d'un partit oposat al domini espanyol a l'estat que reclamava la seva presència a Tlemcen; va decidir anar a Tlemcen i pel camí va ocupar la Kala dels Banu Rashid on va deixar una guarnició dirigida pel seu germà Ishaq, i va arribar a Tlemcen després de derrotar en camp obert a Abu-Hammu III (setembre del 1517). Els ulemes locals ja havien declarat deposat al soldà, que degué ser expulsat de la ciutat o va fugir pel seu compte amb el tresor i soldats, cap a les zones rurals; quan va arribar Oruç Reis, Tlemcen no li va obrir les portes fins que no va haver jurat que no causaria danys a la ciutat i que posaria al tron a Abu-Zayyan; Oruç ho va jurar sobre l'Alcorà i va entrar; va alliberar a Abu-Zayyan Àhmad i el va proclamar soldà, però al cap de pocs dies va donar un cop d'estat, va arrestar el soldà i el va fer penjar junt amb els seus set fills; va fer matar llavors a tots els membres de la família reial que va trobar i a 60 notables fidels a la dinastia; un miler de familiars i partidaris de la dinastia foren tirats a un estany i es van ofegar. Oruç va fer expedicions fins a Oudja i el territori dels Beni Snassen, i sembla que volia negociar amb el soldà de Fes una aliança contra Espanya. Dels territoris orientals en va donar el govern al seu germà Khayr al-Din Barba-rossa amb seu a Dellys. Per garantir el seu poder Oruç volia la protecció del soldà otomà. Així que va enviar al soldà otomà la renúncia al seu favor del títol de soldà d'Alger (1517). El soldà va acceptar i va declarar a l'Alger un sandjak, del qual Oruç fou nomenat bei i beglerbegi de la Mediterrània Occidental, i li va prometre suport amb geníssers, galeres i canons.
Abu-Hammu III, sense possibilitat de mantenir la lluita a les zones rurals, va acabar marxant a Fes on fou ben rebut pel soldà wattàsida i on es va reunir amb dos dels seus germans que ell mateix havia empresonat (junt amb Abu-Zayyan Àhmad) però que havien estat alliberats per Oruç Reis en entrar a Tlemcen i havien pogut fugir. Poc després es va posar en contacte amb el governador espanyol d'Orà al qui va oferir tornar a regnar sota protecció espanyola si era restaurat, i es va comprometre a retornar la prosperitat al país.
El gener del 1518 una columna espanyola dirigida per Martín de Argote va conquerir la Kala dels Banu Rashid (Oued Fodda) tallant les comunicacions entre Tlemcen i Alger. El maig del 1518 Abu-Hammu III ja era a Orà i el governador espanyol Diego de Córdoba, marquès de Comares, que estava al front d'una força de 10.000 homes a la qual es van unir milers d'amazics va avançar cap a Tlemcen on Oruç i el seu germà Ishaq s'esperaven amb 1.500 turcs i 5.000 àrabs o amazics; davant una revolta local, es van fer forts a la fortalesa de Mishwar, on es creu que esperaven ajut del soldà de Fes. Oruç va resistir 20 dies; en esgotar-se les provisions va intentar una sortida i es va poder escapar amb alguns homes; però finalment les forces de Garcia de Tineo van entrar a la ciutat mentre Oruç era atrapat vora el modern Río Salado (província d'Orà) i va morir en lluita o fou mort pels perseguidors (tardor del 1518); el seu germà Ishaq va morir també a la lluita a la ciutat.

## L'origen del sobrenomBarba-rossa
Oruç Reis fou ja el primer de la família a ser conegut com a Barbarossa en diversos idiomes. Els successors de la dinastia de corsaris i almiralls otomans que va iniciar heretaren també aquest motiu. Tot i això, fou el seu germà Khayr-ad-Din el qui feu famós el sobrenom a tot el Mediterrani. La confusió del nom Barba-roja es va produir quan una vegada va rescatar a uns centenars de mudèjars refugiats del sud de la península Ibèrica i els va portar cap a l'Àfrica, i aquests agraïts el van anomenar Baba Aruj. En català es va traduir com Barbaroja o Barbarossa, en castellà com a Barbarroja i en italià com Barbarossa.

## Família
El seu pare era el soldat turc (ghazawat, o membre de la guarnició de Lesbos) Yakub Aga (Yakup Ağa) i la seva mare una cristiana grega de l'illa de Lesbos (Λέσβος) anomenada Katerina. Eren quatre germans: Ishaq, Oruç, Khayr al-Din i Ilyas, a més de dues germanes. Segons els arxius fou un sipahi (membre de la cavalleria). Després va comprar un bot i es va dedicar al comerç marítim.